# Индустријска зона Мена (Козенца)
Индустријска зона Мена је насеље у Италији у округу Козенца, региону Калабрија.
Према процени из 2011. у насељу је живело 25 становника. Насеље се налази на надморској висини од 183 м.